# María Rosa (película)
 María Rosa  es una película argentina en blanco y negro dirigida por Luis Moglia Barth sobre guion de Alberto Etchebehere sobre argumento de Francisco Madrid y Ariel Cortazzo basado en la la obra homónima de Àngel Guimerà que se estrenó el 15 de agosto de 1946 y que tuvo como protagonistas a Amelia Bence, Enrique Diosdado, Alberto Closas y Domingo Sapelli.	 

## Sinopsis
Una mujer que extraña a su marido, muerto en la cárcel, es disputada entre viñateros.

## Reparto
- Amelia Bence
- Enrique Diosdado
- Alberto Closas
- Domingo Sapelli
- Helena Cortesina
- Alfonso Pisano
- Ramón Garay
- Julián Pérez Ávila

## Comentarios
Para la crónica de la publicación Hoy en la película "Se hace, salvo algunos cambios escenográficos...copia directa de los diálogos y situaciones originales" en tanto el comentario de Clarín sobre el filme fue:

"El claro lenguaje cinematográfico impuesto por el realizador desde las primeras tomas, compensa esta rigidez argumental con amplia visión de las posibilidades dramáticas"